# Laura Stephens
Laura Kathleen Jane Stephens (* 2. Juni 1999 in London) ist eine britische Schwimmerin. Bei Weltmeisterschaften erschwamm sie bis 2024 eine Goldmedaille und bei Europameisterschaften erhielt sie zwei Goldmedaillen. Bei Commonwealth Games erkämpfte sie, für England startend, einmal Silber und einmal Bronze.

## Sportliche Karriere
Bei den im Rahmen der Europaspiele 2015 ausgetragenen Junioreneuropameisterschaften 2015 wurde Stephens Sechste über 50 Meter Schmetterling. Über 100 Meter Schmetterling schlug Stephens zeitgleich mit der Griechin Ilketra Varvara Lebl als Dritte an. 2016 bei den Europameisterschaften in London schied Stephens als Halbfinalneunte über 100 Meter Schmetterling aus, 0,12 Sekunden fehlten ihr für die Endlaufteilnahme. Die britische 4-mal-100-Meter-Lagenstaffel in der Besetzung Georgia Davies, Molly Renshaw, Laura Stephens und Harriet Cooper schwamm die viertbeste Vorlaufzeit. im Endlauf waren Kathleen Dawson, Chloé Tutton, Siobhan-Marie O’Connor und Francesca Halsall fünf Sekunden schneller und siegten mit über einer Sekunde Vorsprung. Alle acht beteiligten Schwimmerinnen erhielten eine Goldmedaille. Bei den Junioreneuropameisterschaften 2016 erschwamm Stephens drei Bronzemedaillen: Über 100 Meter und 200 Meter Schmetterling sowie mit der Lagenstaffel. Ende 2016 bei den Kurzbahnweltmeisterschaften in Windsor schied Stephens über beide Schmetterlingsstrecken im Vorlauf aus. Die 4-mal-100-Meter-Lagenstaffel mit Georgia Davies, Chloé Tutton, Laura Stephens und Georgia Coates erreichte das Finale und belegte den achten Platz.
Nachdem sich Stephens 2017 nicht für internationale Meisterschaften qualifizieren konnte, nahm sie 2018 an den Commonwealth Games in Gold Coast teil. Über 100 Meter Schmetterling schied sie im Halbfinale aus, über 200 Meter Schmetterling wurde sie im Endlauf Achte. 2019 belegte Stephens bei den Weltmeisterschaften in Gwangju den achten Platz über 200 Meter Schmetterling. Bei den Kurzbahneuropameisterschaften 2019 in Glasgow wurde Stephens Vierte über 200 Meter Schmetterling, sie schlug über eine Sekunde nach der Drittplatzierten an.
Wegen der COVID-19-Pandemie wurden die Schwimmeuropameisterschaften 2020 erst im Mai 2021 in Budapest ausgetragen. Stephens schied über 100 Meter Schmetterling als Zehnte im Halbfinale aus. Über 200 Meter Schmetterling wurde sie Sechste. Die britische 4-mal-100-Meter-Lagenstaffel mit Kathleen Dawson, Molly Renshaw, Laura Stephens und Anna Hopkin gewann den Europameistertitel, hier war die Vorlaufstaffel mit Cassie Wild, Sarah Marie Vasey, Harriet Jones und Freya Anderson komplett ausgewechselt worden. Zwei Monate nach den Europameisterschaften wurden in Tokio die olympischen Schwimmwettbewerbe ausgetragen. Stephens trat nur über 200 Meter Schmetterling an. Sie schwamm die zehntbeste Halbfinalzeit und lag damit 0,42 Sekunden hinter ihrer achtplatzierten Landsfrau Alys Thomas.
Im Juni 2022 fanden die Weltmeisterschaften in Budapest statt. Laura Stephens schied über 100 Meter und über 200 Meter Schmetterling im Halbfinale aus. Von Ende Juli bis Anfang August wurden in Birmingham die Commonwealth Games 2022 ausgetragen. Über 200 Meter Schmetterling wurde Stephens Zweite hinter der Australierin Elizabeth Dekkers. Die englische 4-mal-100-Meter-Lagenstaffel mit Lauren Cox, Molly Renshaw, Laura Stephens und Anna Hopkin gewann die Bronzemedaille knapp vor den Südafrikanerinnen. Mitte August fanden dann in Rom die Europameisterschaften 2022 statt. Stephens wurde Vierte über 200 Meter Schmetterling mit 0,70 Sekunden Rückstand auf die drittplatzierte Italienerin Ilaria Cusinato.
2023 bei den Weltmeisterschaften in Fukuoka belegte Stephens über 200 Meter Schmetterling als drittbeste Europäerin den siebten Platz. Die britische Lagenstaffel mit Lauren Cox, Kara Aline Hanlon, Laura Stephens und Anna Hopkin schwamm in den Vorläufen die neuntbeste Zeit und verfehlte den Finaleinzug um 0,38 Sekunden. Ende 2023 bei den Kurzbahneuropameisterschaften in Otopeni erhielt Stephens eine Bronzemedaille für ihren Vorlaufeinsatz in der 4-50-Meter-Lagenstaffel. Stephens hatte sich auch für das Finale über 200 Meter Schmetterling qualifiziert, trat aber zum Endlauf nicht an. Im Februar 2024 bei den Weltmeisterschaften in Doha erreichte Stephens das Finale über 200 Meter Schmetterling mit der zweitbesten Vorlaufzeit und der drittbesten Zeit im Halbfinale. Im Endlauf siegte Stephens mit 0,09 Sekunden Vorsprung vor der Dänin Helena Rosendahl Bach. Fünf Monate später bei den Olympischen Spielen in Paris erreichte Stephens das Finale über 200 Meter Schmetterling und wurde Achte.